# Comuna Odoreu, Satu Mare
Odoreu (în maghiară: Szatmárudvari) este o comună în județul Satu Mare, Transilvania, România, formată din satele Berindan, Cucu, Eteni, Mărtinești, Odoreu (reședința) și Vânătorești.

## Demografie
Componența etnică a comunei Odoreu
     Români (65,27%)
     Maghiari (18,24%)
     Romi (6,03%)
     Alte etnii (0,45%)
     Necunoscută (10%)
Componența confesională a comunei Odoreu
     Ortodocși (55,38%)
     Reformați (13,9%)
     Romano-catolici (8,55%)
     Greco-catolici (6,52%)
     Penticostali (1,45%)
     Baptiști (1,36%)
     Alte religii (2,19%)
     Necunoscută (10,65%)
Conform recensământului efectuat în 2021, populația comunei Odoreu se ridică la 5.569 de locuitori, în creștere față de recensământul anterior din 2011, când fuseseră înregistrați 4.946 de locuitori. Majoritatea locuitorilor sunt români (65,27%), cu minorități de maghiari (18,24%) și romi (6,03%), iar pentru 10% nu se cunoaște apartenența etnică. Din punct de vedere confesional, majoritatea locuitorilor sunt ortodocși (55,38%), cu minorități de reformați (13,9%), romano-catolici (8,55%), greco-catolici (6,52%), penticostali (1,45%) și baptiști (1,36%), iar pentru 10,65% nu se cunoaște apartenența confesională.

## Politică și administrație
Comuna Odoreu este administrată de un primar și un consiliu local compus din 15 consilieri. Primarul, Dumitru Dorel Pop[*], de la Partidul Național Liberal, este în funcție din 2000. Începând cu alegerile locale din 2024, consiliul local are următoarea componență pe partide politice:
|  | Partid                                 | Consilieri | Componența Consiliului | Componența Consiliului | Componența Consiliului | Componența Consiliului | Componența Consiliului | Componența Consiliului | Componența Consiliului | Componența Consiliului | Componența Consiliului |
|  | -------------------------------------- | ---------- | ---------------------- | ---------------------- | ---------------------- | ---------------------- | ---------------------- | ---------------------- | ---------------------- | ---------------------- | ---------------------- |
|  | Partidul Național Liberal              | 9          |                        |                        |                        |                        |                        |                        |                        |                        |                        |
|  | Partidul Social Democrat               | 3          |                        |                        |                        |                        |                        |                        |                        |                        |                        |
|  | Uniunea Democrată Maghiară din România | 3          |                        |                        |                        |                        |                        |                        |                        |                        |                        |